# Eragrostis grandis
Eragrostis grandis är en gräsart som beskrevs av Friedrich Hermann Gustav Hildebrand. Eragrostis grandis ingår i släktet kärleksgrässläktet, och familjen gräs.
Artens utbredningsområde är Hawaii. Inga underarter finns listade i Catalogue of Life.

## Bildgalleri

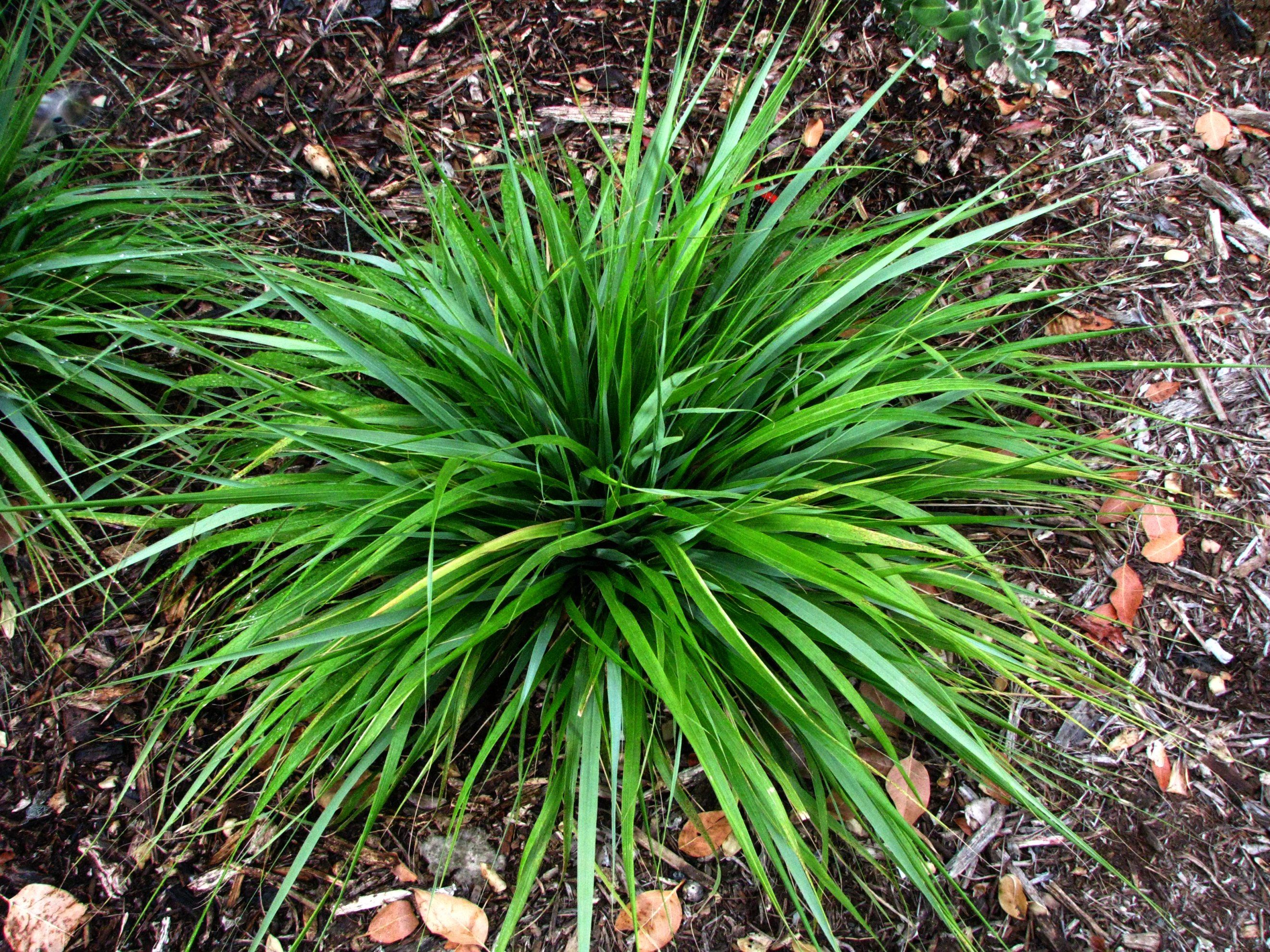
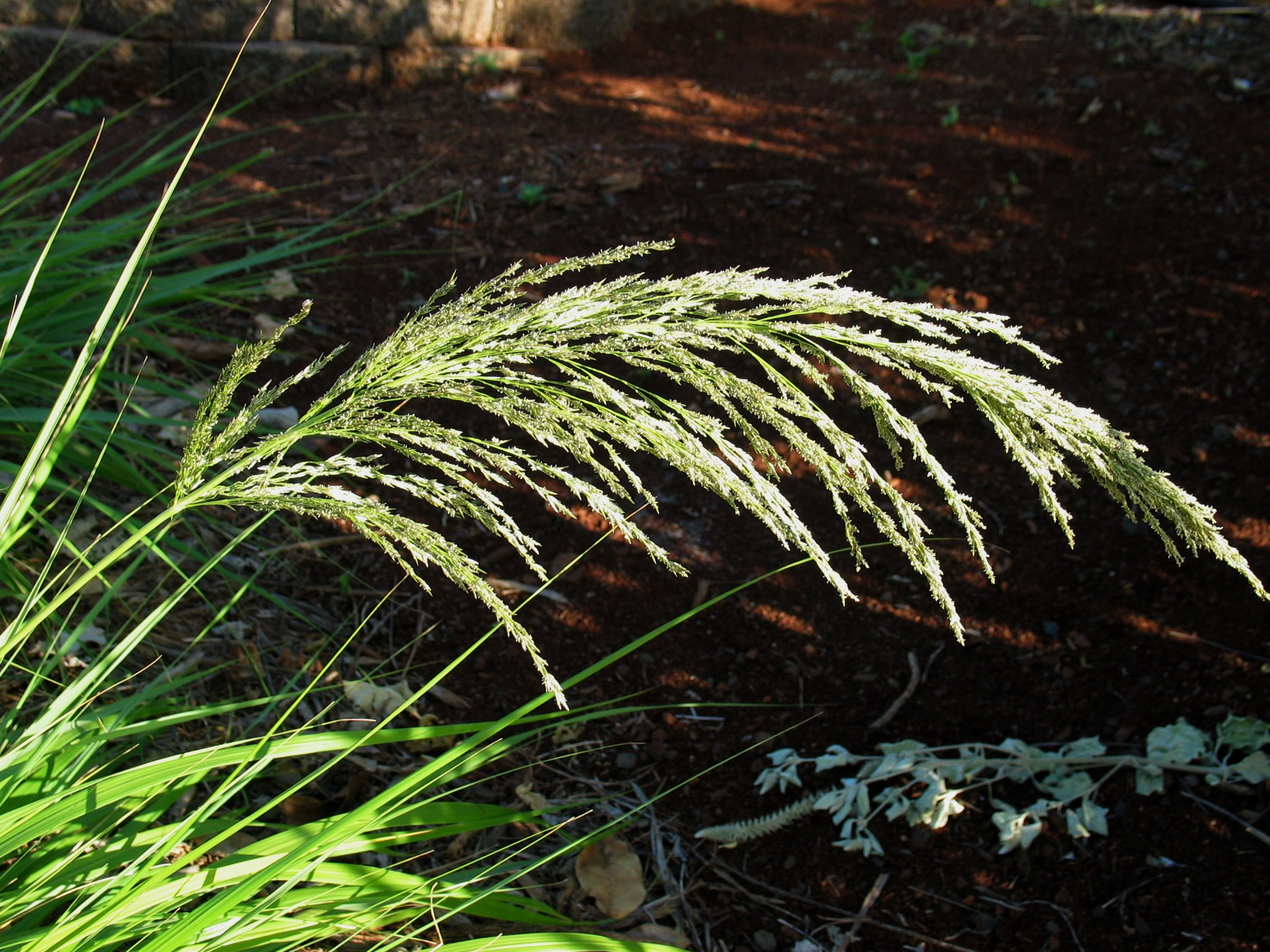
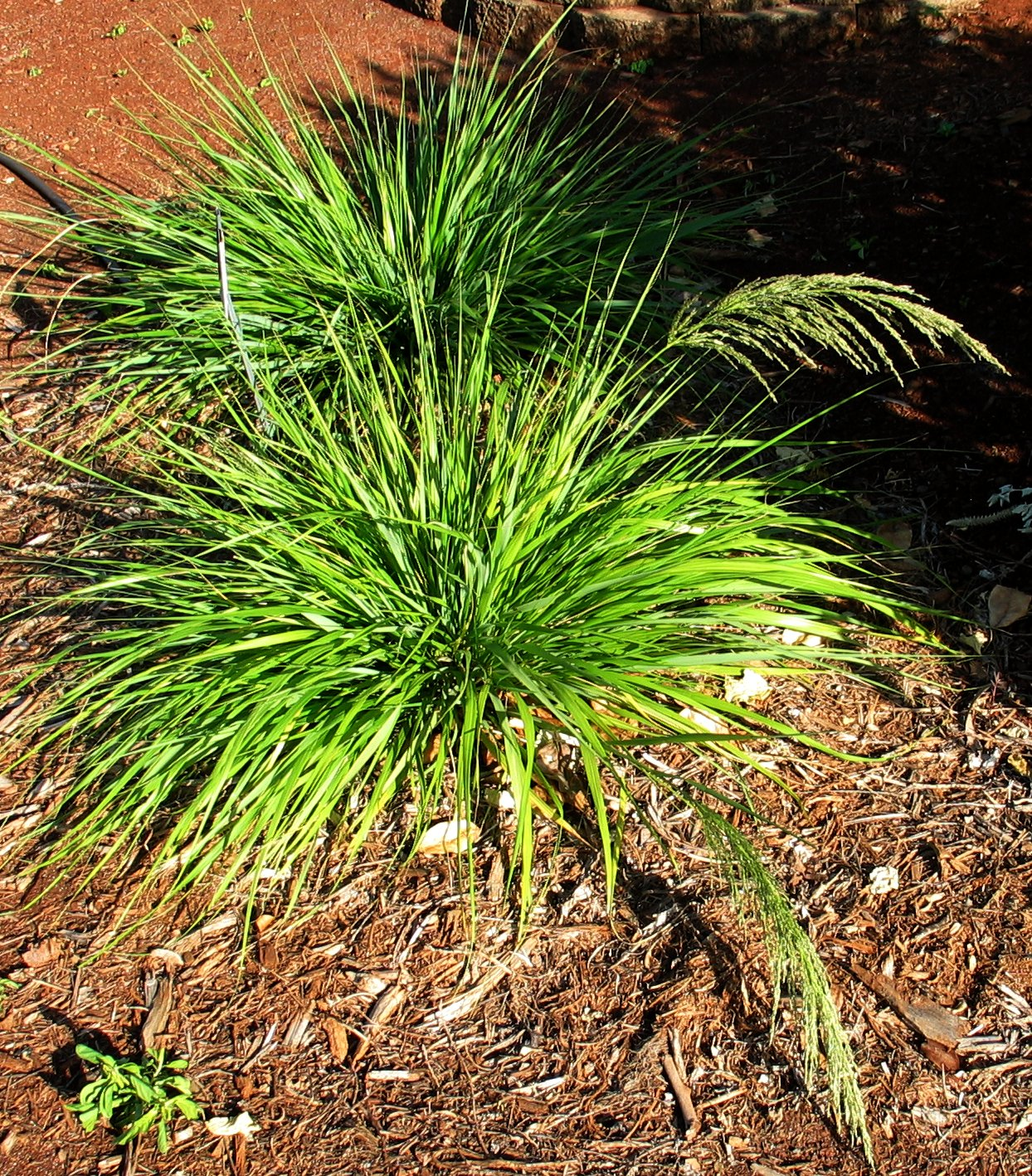
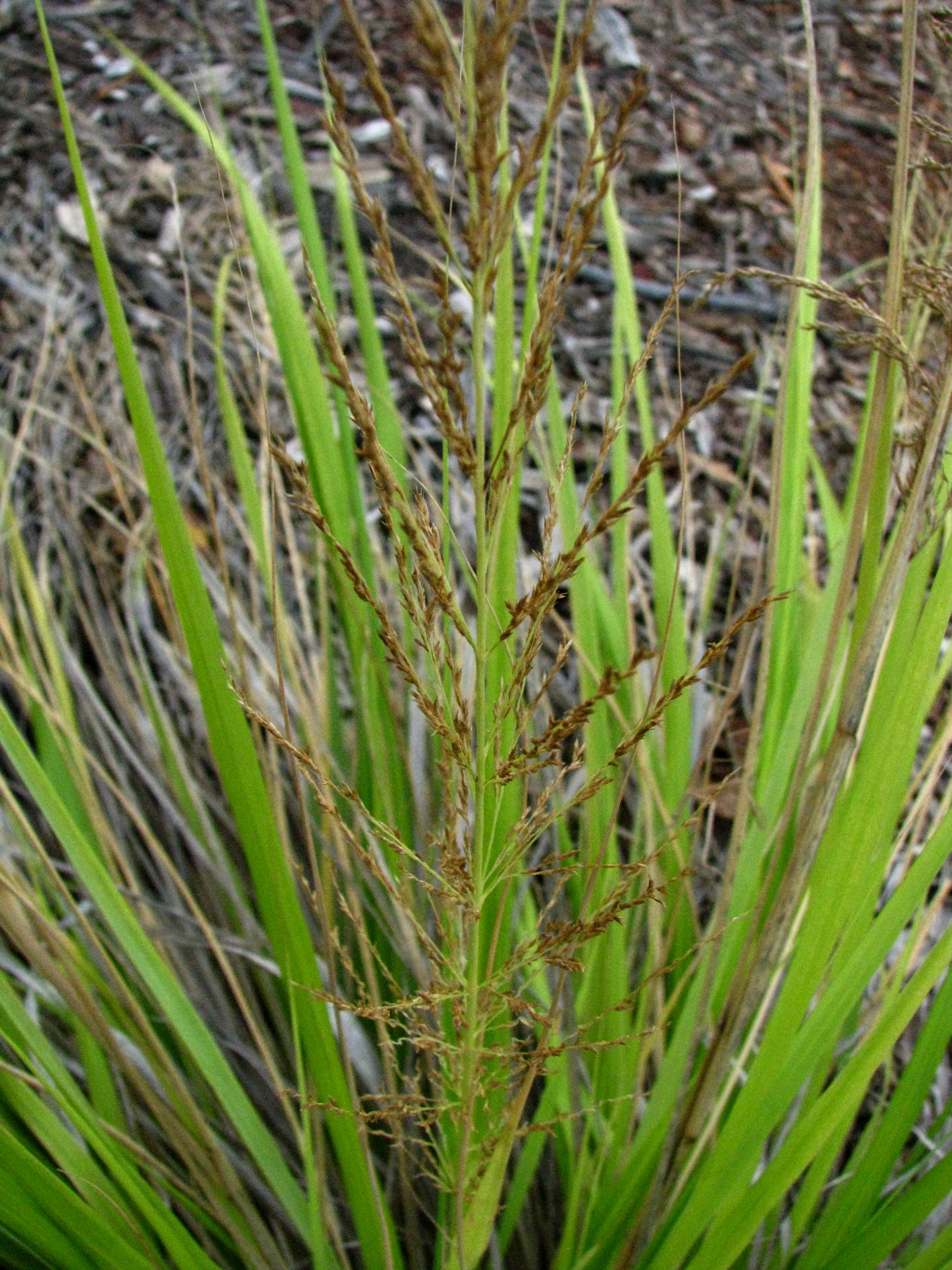